# Yamalo-Nenets
Khu tự trị Yamalo-Nenets (tiếng Nga:Яма́ло-Нене́цкий автоно́мный о́круг, Yamalo-Nenetsky Avtonomny Okrug) là một chủ thể liên bang của Nga (một khu tự trị). Trung tâm hành chính là Salekhard.

## Hành chính

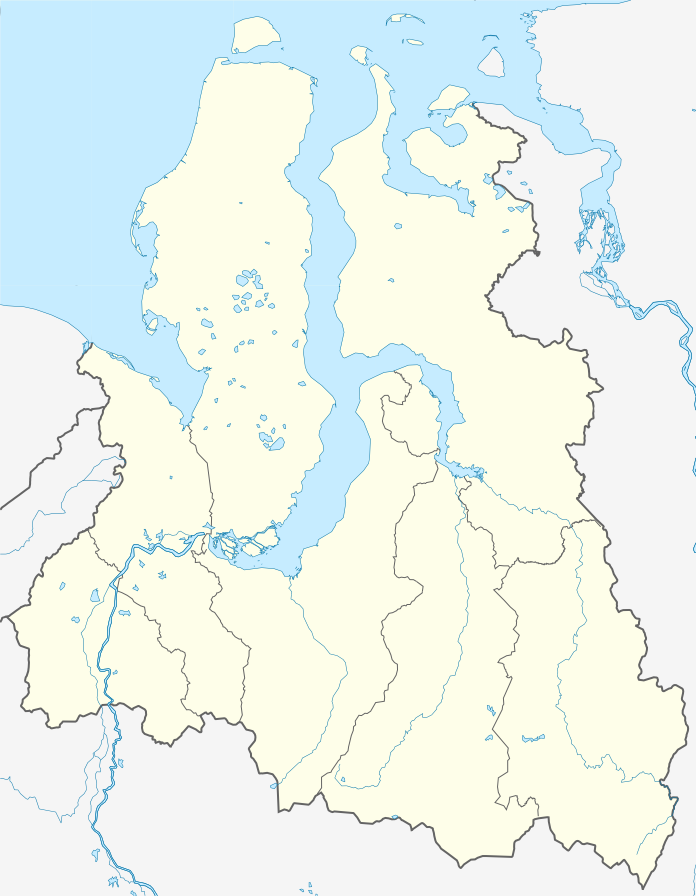
Hành chính Khu tự trị Yamaolo-Nenets

- Krasnoselkupsky
- Nadymsky
- Priuralsky
- Purovsky
- Shuryshkarsky
- Tazovsky
- Yamalsky
- Salekhard
- Novy Urengoy

## Liên kết
- Nadym Community Lưu trữ ngày 16 tháng 1 năm 2012 tại Wayback Machine (tiếng Nga)
- muji.ru (tiếng Nga)
- Yamalo-Nenets Autonomous Okrug Tourism Lưu trữ ngày 20 tháng 2 năm 2010 tại Wayback Machine